# VALENTI (アルバム)
『VALENTI』（ヴァレンチ）は、BoAの2枚目のオリジナルアルバム。2003年1月29日発売。

## 概要
- シングル「VALENTI」、「奇蹟/NO.1」、「JEWEL SONG/BESIDE YOU -僕を呼ぶ声-」を含む全13曲収録。CCCD仕様。
- 初回限定盤のみ「LISTEN TO MY HEART」、「VALENTI」のビデオ・クリップ、「Information Clip」が収録されたSPECIAL DVD付き、『BoA FIRST LIVE TOUR 2003 -VALENTI-』リザーブシート予約抽選券封入。なお、SPECIAL DVDはDVD-ROMとなっており、デスクトップ壁紙のダウンロードやWindowsのみavexの有料音楽配信サービス「@MUSIC」（現・mu-moミュージック）のサイトにアクセス後、前作『LISTEN TO MY HEART』の収録曲がダウンロードできるコンテンツが収録されている[1]。また、期間限定特典としてスペシャルサイト・アクセスパスワード公開（2003年2月28日まで）のリーフレット封入。
- オリコンアルバムチャートでは、初動61.5万枚で初登場1位となる。最終的に累積124.9万枚となりオリコンでは自身初のミリオンセラーを達成。累計出荷枚数は140万枚[2]。

## 収録曲

### CD
1. VALENTI [4:18]
  - 作詞：康珍化／作曲：原一博
  - 7thシングル
2. JEWEL SONG [5:26]
  - 作詞：渡辺なつみ／作曲・編曲：原一博
  - 9thシングル
3. B.I.O [4:17]
  - 作詞：Kenn Kato／作曲：森元康介／編曲：AKIRA
4. 世界の片隅で [4:25]
  - 作詞：山本成美／作曲：Dansyu Goya／編曲：土肥真生
5. 奇蹟 [4:20]
  - 作詞：渡辺なつみ／作曲：森元康介／編曲：松原憲
  - 8thシングル
6. WINDING ROAD featuring DABO [4:30]
  - 作詞：DABO・Emi K.Lynn／作曲：三宅光幸／編曲：南俊介
  - ラッパーのDABOとのコラボレーション曲。三宅光幸（mihimaru GT）作曲。プレミアムアルバム『Next World』にも収録されている。
7. Searching for truth [4:00]
  - 作詞：Kenn Kato／作曲・編曲：Face 2 fAKE
8. Moon & Sunrise [5:14]
  - 作詞：BoA・渡辺なつみ／作曲・編曲：松原憲
  - BoA、渡辺なつみ作詞。当時はまだ日本語が上手ではなかったため、「涙」以外の単語を全て歌詞カードにはひらがなで記載。
9. Discovery [4:23]
  - 作詞：渡辺なつみ／作曲・編曲：原田憲
10. flower [4:29]
  - 作詞：園田凌士／作曲：BOUNCEBACK／編曲：AKIRA
  - 8thシングル『奇蹟/NO.1』のカップリング
11. BESIDE YOU -僕を呼ぶ声- [4:21]
  - 作詞：渡辺なつみ／作曲：BOUNCEBACK／編曲：h-wonder
  - 9thシングル
12. Feel the same [4:40]
  - 作詞：藤林聖子／作曲・編曲：AKIRA

bonus track
1. NO.1 [3:16]
  - 作詞・作曲：Ziggy／日本語詞：園田凌士／編曲：Ahn Iksoo
  - オリジナル曲は韓国2集『NO.1』に収録されている。
  - 8thシングル

### DVD
1. LISTEN TO MY HEART (Video Clip)
2. VALENTI (Video Clip)
3. Information Clip
  - ビデオ・クリップ集『8 Films & more』（VHS版のタイトルは『8 Films』）の告知映像。